# Dereçiftlik, Honaz
Dereçiftlik là một xã thuộc huyện Honaz, tỉnh Denizli, Thổ Nhĩ Kỳ. Dân số thời điểm năm 2010 là 746 người.